# Leisurely Pedestrians, Open Topped Buses and Hansom Cabs with Trotting Horses
Leisurely Pedestrians, Open Topped Buses and Hansom Cabs with Trotting Horses – brytyjski niemy film krótkometrażowy z 1889 roku w reżyserii Williama Friese-Greene'a, nagrany w Hyde Park, w Londynie.